# Мельничное сельское поселение
Мельничное се́льское поселе́ние — сельское поселение в Красноармейском районе Приморского края.
Административный центр — село Мельничное.

## История
Статус и границы сельского поселения установлены Законом Приморского края от 9 августа 2004 года № 137-кз «О Красноармейском муниципальном районе»

## Население
| 2010 | 2011 | 2012 | 2013 | 2014 | 2015 | 2016 |
| ---- | ---- | ---- | ---- | ---- | ---- | ---- |
| 793  | ↘791 | ↘767 | ↘758 | ↘717 | ↘700 | ↘682 |
| 2017 | 2018 | 2019 | 2020 | 2021 |      |      |
| ↗685 | ↘615 | ↘555 | ↘518 | ↘466 |      |      |

## Состав сельского поселения
В состав сельского поселения входит один населённый пункт — село Мельничное.

## Местное самоуправление
Администрация
Адрес: 692186, с. Мельничное, ул. Красноармейская, 4. Телефон: 8 (423743) 36-6-88
Глава администрации
- Кисловский Александр Яковлевич